# Mount Dedo
Mount Dedo är ett berg i Antarktis. Det ligger i Västantarktis. Argentina, Chile och Storbritannien gör anspråk på området. Toppen på Mount Dedo är 695 meter över havet.
Terrängen runt Mount Dedo är varierad. Havet är nära Mount Dedo åt nordväst. Trakten är obefolkad. Det finns inga samhällen i närheten.